# Parodia werdermanniana
Parodia werdermanniana ist eine Pflanzenart aus der Gattung Parodia in der Familie der Kakteengewächse (Cactaceae). Das Artepitheton werdermanniana ehrt den deutschen Botaniker und Kakteenspezialisten Erich Werdermann.

## Beschreibung
Parodia werdermanniana wächst meist einzeln. Die gelbgrünen, keulenförmigen Triebe erreichen Wuchshöhen von bis zu 13 Zentimeter (selten bis 30 Zentimeter) und Durchmesser von 10 Zentimeter. Der Triebscheitel ist leicht eingesenkt. Die 28 bis 40 geraden und niedrigen Rippen sind mit zahlreichen, ziemlich großen, kinnartigen Vorsprüngen besetzt. Die vier über Kreuz stehenden stumpf nadeligen, nach außen gerichteten Mitteldornen sind gelblich. Sie weisen Längen von bis zu 1,5 Zentimeter auf. Die etwa 16 gelblich weißen, etwas seitlich spreizenden Randdornen sind bis zu 5 Millimeter lang.
Die schwefelgelben Blüten erreichen Längen von bis zu 6 Zentimeter und Durchmesser von 7 Zentimeter. Ihre Blütenröhre ist mit heller Wolle besetzt. Die Narben sind hellgelb. Die dunkelgrünen, eiförmigen Früchte sind mit dunkelbraunem Filz und Haaren besetzt. Sie enthalten mützenförmige, schwarze Samen, die fein gehöckert sind.

## Verbreitung, Systematik und Gefährdung
Parodia werdermanniana ist in Uruguay im Departamento Tacuarembó verbreitet.
Die Erstbeschreibung als Notocactus werdermannianus durch Wilhelm Herter wurde 1942 veröffentlicht. Nigel Paul Taylor stellte die Art 1987 in die Gattung Parodia. Weitere nomenklatorische Synonyme sind Peronocactus werdermannianus (Herter) Doweld (1999, unkorrekter Name ICBN-Artikel 11.4) und Wigginsia werdermanniana (Herter) Doweld (2000).
In der Roten Liste gefährdeter Arten der IUCN wird die Art als „Critically Endangered (CR)“, d. h. als vom Aussterben bedroht geführt.

## Nachweise